# 日影村
日影村（ひかげむら）は山梨県東八代郡にあった村。現在の甲州市大和町日影にあたる。

## 地理
- 河川：日川

## 歴史
- 1889年（明治22年）7月1日 - 町村制の施行により、近世以来の日影村が単独で自治体を形成。
- 1941年（昭和16年）2月11日 - 田野村・木賊村・東山梨郡初鹿野村・鶴瀬村と合併して東山梨郡大和村が発足。同日日影村廃止。

## 交通
- 国道20号

現在は旧村域に中央自動車道の甲斐大和バスストップが所在するが、当時は未開通。